# Wilfried Domoraud
Wilfried Domoraud (ur. 18 sierpnia 1988 w Maisons-Alfort) – francuski piłkarz pochodzenia iworyjskiego, występujący na pozycji lewego pomocnika. Od początku 2016 gra w duńskim zespole Hobro IK. Wychowanek AS Nancy.